# حزب الديمقراطية والتقدم
حزب الديمقراطية والتقدم هو حزب سياسي في تركيا شكله نائب رئيس الوزراء السابق علي باباجان. ومن المتوقع أن يمثل الحزب الجديد بمقعد واحد في الجمعية الوطنية الكبرى، حيث يعد النائب مصطفى ينر أوغلو أحد مؤسسيه.

## تاريخ
من بين مؤسسي الحزب النائب مصطفى ينر أوغلو ووزير العدل السابق سعد الله ارغين ورئيس بلدية بالق أسير السابق أحمد أديب أوغور ووزير العلوم والصناعة والتكنولوجيا السابق نهاد إرغون ووزير الدولة السابق سلمى عليه قاواف. تم انتخاب باباجان زعيماً في أول اجتماع للمؤسسين في 10 مارس 2020. وأعلن عن الشعار الرسمي وجدول أعمال الحزب في 11 مارس 2020، في حفل إطلاق الحزب.

## وصلات خارجية
- الموقع الرسمي